# さようなら竜生、こんにちは人生
『さようなら竜生、こんにちは人生』（さようならりゅうせい、こんにちはじんせい）は、永島ひろあきによる日本のライトノベル。イラストは市丸きすけ。2011年ごろから『Arcadia』にて連載が開始され、2013年1月20日からは『小説家になろう』でも連載されたが、2016年8月30日に同サイトから削除することを発表。2016年8月16日から『アルファポリス』に移行して連載されている。2024年9月時点で電子版を含めたシリーズ累計部数は110万部を突破している。
メディアミックスとして、くろのによるコミカライズ版が2015年12月22日から『アルファポリス』にて連載されている。また、2024年にはテレビアニメが10月から12月まで放送された。

## 登場人物
ドラン
声 - 武内駿輔
本作の主人公である16歳の少年。実直かつ勤勉で育ち、元々は最強の古神竜だったが、その後は人間に生まれ変わった。特技は魔法。
セリナ
声 - 関根瞳
本作のヒロインである17歳の少女。半人半蛇のラミア。
故郷を離れて旅に出て、伴侶を探している。ラミアーは人間からは危険な怪物とされているが、彼女は強大な力でありながら優しい。
クリスティーナ
声 - 大橋彩香
美人剣士。ガロア魔法学院の生徒。
アイリ
声 - 松永あかね
ドランの人間としての師匠マグルの孫娘。
ディアドラ
声 - 佐々木未来
黒薔薇の精。
ギオ
声 - 石毛翔弥
ウッドエルフの青年。
フィオ
声 - 天海由梨奈
ウッドエルフの少女。ギオの妹。
マール
声 - 朝日奈丸佳
花の妖精。
ゲオルード
声 - 水中雅章
魔界の四騎士の一人。
ラフラシア
声 - 小倉唯
魔界の四騎士の一人。
ゲレン
声 - 野津山幸宏
魔界の四騎士の一人。
ゲオルグ
声 - 日野聡
魔界の四騎士の一人。
マイラール
声 - 金元寿子
最上位の女神。
カラヴィス
声 - 朝ノ瑠璃
最高位の邪神。破壊と忘却の大女神。
レティシャ
声 - 松岡美里
マイラール教の神官。
マリーダ
声 - 松井恵理子
駐在部隊副隊長。
ゴラオン
声 - てらそままさき
ドラン、ディラン、マルコの父。
アルセナ
声 - 植田佳奈
ドラン、ディラン、マルコの母。
マグル
声 - 鈴木れい子
魔法医師。
バラン
声 - 志村貴博
駐在部隊隊長。
アルバート
声 - 土田玲央
村人。
ディラン
声 - 山田親之條
ドランの兄。
マルコ
声 - 綾森千夏
ドランの弟。
ディナ
声 - 貝原怜奈
アイリの母。
ドルガ
声 - 石川佳典

ミウ
声 - 桑原由気
亜人種の牛人。バランの妻。
タウロ
声 - 藤井アユ美
バランとミウの息子。
コルカ
声 - 伊駒ゆりえ
村の子供。
カチーナ
声 - 綾森千夏
村の子供。
オリヴィア
声 - 近藤玲奈
ガロア魔法学院の学院長。ウッドエルフ。
クレス
声 - 仲谷涼
駐在兵。
キーレン
声 - 津田美波
総督府付き魔法使い。
ゴーダ
声 - 亀山雄慈
北部辺境区管理官。
パラミス
声 - 小松奈生子
司祭。
デンゼル
声 - 大久保貴
ガロア魔法学院の先生。マグルの息子。
ゼルト
声 - 亀山雄慈
下級魔族。
デオ
声 - 関俊彦
ウッドエルフの族長。
デュアラム
声 - 長岡龍歩

ヴライク
声 - 三宅健太
狼人の族長。
アルジェンヌ
声 - 中原麻衣
アラクネの族長。
アリスター
声 - 興津和幸
ガロア魔法学院の先生。ドランのガロア魔法学院入学の試験官。

## 既刊一覧

### 小説
- 永島ひろあき（著）・市丸きすけ（装丁・本文イラスト） 『さようなら竜生、こんにちは人生』 アルファポリス、既刊26巻（2024年12月30日現在）
  1. 2015年4月8日初版発行、ISBN 978-4-434-20426-5
  2. 2015年6月26日初版発行、ISBN 978-4-434-20769-3
  3. 2015年9月30日初版発行、ISBN 978-4-434-21116-4
  4. 2015年12月25日初版発行、ISBN 978-4-434-21513-1
  5. 2016年3月28日初版発行、ISBN 978-4-434-21770-8
  6. 2016年6月27日初版発行、ISBN 978-4-434-22115-6
  7. 2016年9月30日初版発行、ISBN 978-4-434-22441-6
  8. 2017年1月31日初版発行、ISBN 978-4-434-22954-1
  9. 2017年5月31日初版発行、ISBN 978-4-434-23376-0
  10. 2017年8月31日初版発行、ISBN 978-4-434-23723-2
  11. 2017年11月30日初版発行、ISBN 978-4-434-24022-5
  12. 2018年2月28日初版発行、ISBN 978-4-434-24339-4
  13. 2018年6月30日初版発行、ISBN 978-4-434-24810-8
  14. 2018年10月31日初版発行、ISBN 978-4-434-25281-5
  15. 2019年1月31日初版発行、ISBN 978-4-434-25593-9
  16. 2019年5月31日初版発行、ISBN 978-4-434-26058-2
  17. 2019年9月30日初版発行、ISBN 978-4-434-26516-7
  18. 2019年12月27日初版発行、ISBN 978-4-434-26887-8
  19. 2020年6月30日初版発行、ISBN 978-4-434-27240-0
  20. 2021年2月26日初版発行、ISBN 978-4-434-28552-3
  21. 2021年8月31日初版発行、ISBN 978-4-434-29268-2
  22. 2021年12月30日初版発行、ISBN 978-4-434-29729-8
  23. 2022年12月28日初版発行、ISBN 978-4-434-31344-8
  24. 2024年3月31日初版発行、ISBN 978-4-434-33599-0
  25. 2024年9月30日初版発行、ISBN 978-4-434-34513-5
  26. 2024年12月30日初版発行、ISBN 978-4-434-35013-9

### 漫画
- 永島ひろあき（原作）・くろの（作画） 『さようなら竜生、こんにちは人生』 アルファポリス〈アルファポリスコミックス〉、既刊14巻（2025年6月30日現在）
  1. 2017年1月31日初版発行、ISBN 978-4-434-22798-1
  2. 2017年12月31日初版発行、ISBN 978-4-434-23966-3
  3. 2018年12月31日初版発行、ISBN 978-4-434-25366-9
  4. 2019年12月31日初版発行、ISBN 978-4-434-26773-4
  5. 2020年6月30日初版発行、ISBN 978-4-434-27534-0
  6. 2020年12月31日初版発行、ISBN 978-4-434-28255-3
  7. 2021年7月31日初版発行、ISBN 978-4-434-29126-5
  8. 2022年3月31日初版発行、ISBN 978-4-434-30097-4
  9. 2022年9月30日初版発行、ISBN 978-4-434-30883-3
  10. 2023年4月30日初版発行、ISBN 978-4-434-31930-3
  11. 2023年11月30日初版発行、ISBN 978-4-434-32948-7
  12. 2024年3月31日初版発行、ISBN 978-4-434-33614-0
  13. 2024年9月30日初版発行、ISBN 978-4-434-34496-1
  14. 2025年6月30日初版発行、ISBN 978-4-434-35946-0

## テレビアニメ
2024年3月にテレビアニメ化が発表され、同年10月から12月までTBSテレビほかにて放送された。8月18日に新宿バルト9において第3話までの先行上映会が開催された。

### スタッフ
- 原作 - 永島ひろあき[5]
- 原作イラスト - 市丸きすけ[5]
- 漫画 - くろの[5]
- 監督 - 西田健一[5]
- シリーズ構成 - 津田尚克[5]
- キャラクターデザイン・総作画監督 - 川重希[5]
- クリーチャーデザイン - 鈴木勤
- 色彩設計 - 高橋めぐみ[27]
- 美術監督 - 土橋誠[27]
- 美術設定・美術ボード - 土橋誠、土橋知子、荒井賢
- CG監督 - 原一晃
- 撮影監督 - 佐藤宗明[27]
- 編集 - 後田良樹[27]
- 音響監督 - 阿部信行[27]
- 音響制作 - ブルームズ[27]
- 音楽 - 斎木達彦、中村巴奈重[5]
- 音楽制作 - 日音
- 音楽制作プロデューサー - 水田大介
- プロデューサー - 斎藤朋之、遠藤哲哉、髙橋佳那子、栗須貴大、荒牧大輔、吉川真史、椿本桃代、塩谷尚史、小澤文啓
- アニメーションプロデューサー - 早船健一郎、武井健
- CGアニメーション制作 - アクシスグラフィック[27]
- アニメーション制作 - SynergySP、ベガエンタテイメント[5]
- 製作 - 「さようなら竜生、こんにちは人生」製作委員会（TBSテレビ、電通、クランチロール、アルファポリス、SynergySP、HIAN、ブルームズ、DMM.com、アルマビアンカ、クロックワークス）

### 主題歌
「Together Forever」
LUN8によるオープニングテーマ。作詞はDaisuke❝DAIS❞Miyachi、作曲はDaisuke❝DAIS❞MiyachiとYuichi Ohno、編曲はYuichi Ohno。
「君と見た景色」
EverdreaMによるエンディングテーマ。作詞・作曲は川崎鷹也、編曲はYuichi Ohno。

### 各話リスト
| 話数   | サブタイトル   | 脚本     | 絵コンテ     | 演出       | 作画監督                                        | 初放送日        |
| ------ | -------------- | -------- | ------------ | ---------- | ----------------------------------------------- | --------------- |
| 第1話  | さようなら竜生 | 津田尚克 | 西田健一     | 西田健一   | 川重希                                          | 2024年 10月11日 |
| 第2話  | 新しい仲間     | 津田尚克 | 西田健一     | 粟井重紀   | 白石悟 高橋こう平 Kプロ                         | 10月18日        |
| 第3話  | 女剣士         | 川原杏奈 | 沼山茉由     | 沼山茉由   | 大豆一博                                        | 10月25日        |
| 第4話  | 魔女           | 川原杏奈 | 西田健一     | 浅見松雄   | 栁井彩夏 高橋美由希                             | 11月1日         |
| 第5話  | エンテの森     | 福島直浩 | 渡辺ましゃみ | 西田健一   | 荒牧園子 今野幸一 吉田肇 無錫市桜花卡通有限会社 | 11月8日         |
| 第6話  | 闇よりの来訪者 | 福島直浩 | 杉島邦久     | 佐藤友一   | 栁井彩夏 高橋美由希                             | 11月15日        |
| 第7話  | 乱戦           | 福島直浩 | 沼山茉由     | 沼山茉由   | 大豆一博                                        | 11月22日        |
| 第8話  | 決戦前夜       | 福島直浩 | 西田健一     | 粟井重紀   | 高橋こう平 鑫月 星野園                          | 11月29日        |
| 第9話  | 魔界門の攻防   | 津田尚克 | 西田健一     | 谷井勇太郎 | 高橋美由希 栁井彩夏                             | 12月6日         |
| 第10話 | 決戦           | 津田尚克 | 西田健一     | 佐藤友一   | 高橋美由希 栁井彩夏 神谷隼汰                    | 12月13日        |
| 第11話 | 去りゆく人々   | 川原杏奈 | 沼山茉由     | 沼山茉由   | 大豆一博                                        | 12月20日        |
| 第12話 | こんにちは人生 | 川原杏奈 | 西田健一     | 西田健一   | 栁井彩夏 高橋美由希 神谷隼汰 川重希             | 12月27日        |

### 放送局
| 放送期間                  | 放送時間                     | 放送局    | 対象地域   | 備考                                 |
| ------------------------- | ---------------------------- | --------- | ---------- | ------------------------------------ |
| 2024年10月11日 - 12月27日 | 金曜 1:28 - 1:58（木曜深夜） | TBSテレビ | 関東広域圏 | 製作参加 / 字幕放送                  |
| 2024年10月12日 - 12月28日 | 土曜 2:23 - 2:53（金曜深夜） | 熊本放送  | 熊本県     |                                      |
|                           | 土曜 22:00 - 22:30           | BS日テレ  | 日本全域   | BS/BS4K放送 / 『アニメにむちゅ〜』枠 |
| 2024年10月14日 - 12月30日 | 月曜 21:30 - 22:00           | AT-X      | 日本全域   | CS放送 / 字幕放送 / リピート放送あり |

| 配信開始日     | 配信時間                           | 配信サイト | 備考                 |
| -------------- | ---------------------------------- | --- | -------------------- |
| 2024年10月4日  | 金曜 2:00（木曜深夜） 更新         | ABEMA | 地上波先行・最速配信 |
| 2024年10月11日 |                                    | dアニメストア U-NEXT アニメ放題 | 二次先行配信         |
| 2024年10月15日 | 火曜 2:00（月曜深夜） 以降順次更新 | DMM TV Lemino Amazonプライムビデオ バンダイチャンネル Hulu TELASA J:COM STREAM 見放題 auスマートパスプレミアム milplus HAPPY!動画 FOD ニコニコ生放送 ニコニコチャンネル ビデオマーケット カンテレドーガ music.jp | 一般配信             |

### BD / DVD
| 巻  | 発売日        | 収録話 | 規格品番  | 規格品番  |
| 巻  | 発売日        | 収録話 | BD        | DVD       |
| --- | ------------- | ------ | --------- | --------- |
| BOX | 2025年2月28日 |        | KWXA-3215 | KWBA-3216 |

### ミニアニメ
本放送に先駆け、世界観などについて登場人物が語るミニアニメ『さようなら竜生、こんにちは人生 〜ようこそ、ベルン村へ！〜』が、公式X（旧Twitter）にて2024年9月19日から11月7日まで配信された。

### ボイスドラマ
ボイスドラマが2024年9月14日に公式X（旧Twitter）にて配信された。
| TBSテレビ 金曜 1:28 - 1:58（木曜深夜）                              | TBSテレビ 金曜 1:28 - 1:58（木曜深夜） | TBSテレビ 金曜 1:28 - 1:58（木曜深夜） |
| 前番組                                                              | 番組名                                 | 次番組                                 |
| ------------------------------------------------------------------- | -------------------------------------- | -------------------------------------- |
| 七つの大罪 黙示録の四騎士 （第1期・第2クール） ※再放送 ※1:29 - 1:59 | さようなら竜生、こんにちは人生         | どうせ、恋してしまうんだ。（Season1）  |